# Macromedia
Macromedia là một công ty thiết kế đồ họa và phát triển Web của Bắc Mỹ có trụ sở ở San Francisco, California sản xuất các sản phẩm như Macromedia Flash và Macromedia Dreamweaver.  Dòng sản phảm của Macromedia bây giờ đã được điều phối bởi đối thủ Adobe Systems trước đó, đã mua lại Macromedia vào ngày 3 tháng 12 năm 2005.

## Lịch sử
Macromedia được thành lập năm 1992 với sự sáp nhập giữa Authorware Inc. (nhà sản xuất Authorware) và MacroMind-Paracomp (sản xuất Macromind Director).
Director, một công cụ biên tập đa phương tiện rộng rãi được sử dụng để tạo ra các nội dung trên CD-ROM và các kios thông tin, là sản phẩm chủ lực của Macromedia cho đến giữa những năm 1990.  Cho đến thời điểm đĩa CD bị mất thị phần và World Wide Web trở nên nổi tiếng, Macromedia tạo ra Shockwave, một trình cắm bổ sung để xem nội dung Director bằng trình duyệt web.

### Mua lại

Logo "Formerly Macromedia"

Vào ngày 18 tháng 4 năm 2005, Adobe Systems thông báo đã mua lại Macromedia với giá $3.4 tỷ ở đợt giao dịch cuối.  Tất cả các nhân công cũ đã chuyển sang công ty mới.